# Bontuchel
Bontuchel (Ausspracheⓘ) ist ein Weiler in der walisischen Community Cyffylliog in der Principal Area Denbighshire.

## Geographie
Bontuchel liegt an der Mündung des Nant Melin-dwe in den River Clywedog auf gut 125 Metern Höhe. Südlich des Weilers, dessen Häuser sich weitestgehend um die Flussmündung gruppieren, liegt mit dem Coed y Fron-wyllt ein größeres Waldgebiet. Politisch gehört der Weiler zur Community Cyffylliog, in deren Westen der Weiler liegt. Da Cyffylliog gleichzeitig auch einen Ward bildet, liegt Bontuchel auch innerhalb dessen Grenzen. Damit gehört der Weiler zum britischen Wahlkreis Clwyd West beziehungsweise zu dessen walisischen Pendant.

## Bauwerke
Bontuchel hat eine eigene Kapelle und je eine Straßenbrücke über den River Clywedog und dessen Zufluss. Beide Straßenbrücken wurden als Grade II buildings in die Statutory List of Buildings of Special Architectural or Historic Interest aufgenommen. Die walisische Denkmalbehörde klassifiziert auch die Gartenanlage Woodlands als zu Bontuchel gehörend, obwohl diese eigentlich auf dem Gebiet der Community Efenechtyd liegen.